# 申格霍爾茨巴赫河

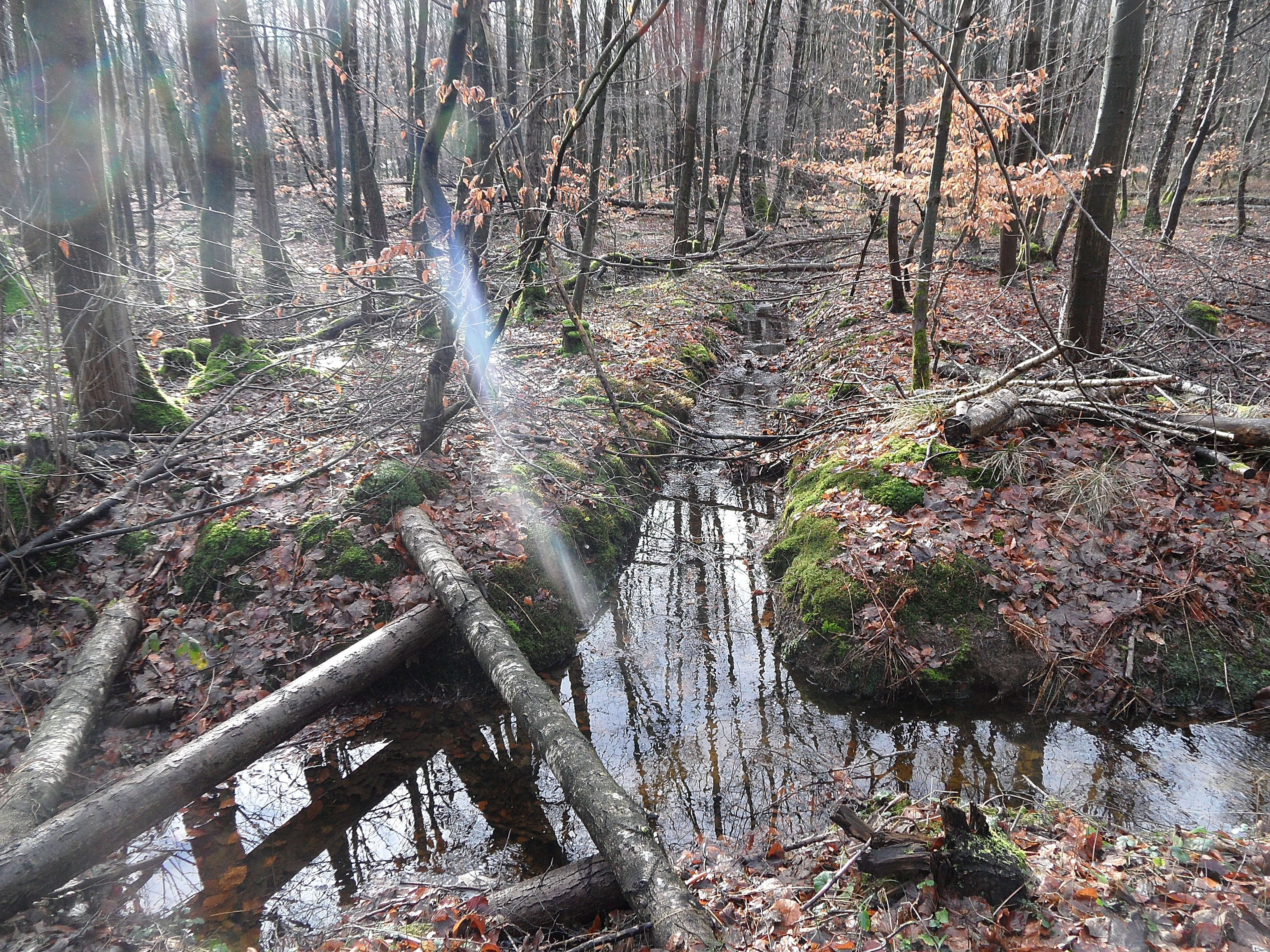

51°25′07″N 6°52′16″E / 51.4187433°N 6.8709810°E
申格霍爾茨巴赫河（德語：Schengerholzbach），是德國的河流，位於該國西部，處於北萊茵-威斯特法倫州，屬於魯爾河的左支流，河道全長4.9公里，流域面積5.2平方公里。